# I taket lyser stjärnorna (film)
I taket lyser stjärnorna är en svensk dramafilm som hade biopremiär i Sverige den 30 januari 2009 och är baserad på författaren Johanna Thydells bok med samma namn från 2003. För manus och regi står Linn Gottfridsson och Lisa Siwe.

## Handling
Jenna går i sjuan och borde egentligen bara behöva oroa sig över brösten som aldrig växer, varför hon inte är lika populär som Ullis-"Knullis" och hur hon ska få Sakke att bli kär i henne eller åtminstone upptäcka att hon finns. När Jennas mamma får cancer är de tvungna att flytta hem till mormor, som dessutom bor granne med Ullis. Ullis bor med sin alkoholiserade mamma, och mellan flickorna växer det fram en vänskap. Filmen handlar om att förlora någon man älskar till döden men också en film om vänskap, identitet och överlevnad.

## Rollista
- Josefine Mattsson - Jenna
- Mika Berndtsdotter Ahlén - Ullis
- Annika Hallin - Jennas mamma
- Anki Lidén - Jennas mormor
- Samuel Haus - Sakke
- Judith Rindeskog - Susanna
- Charlie Gustafsson - Oscar
- Marcus Jansson - Henke
- Nina Christensen - Carro

## Om filmen
Filmen spelades in i Trollhättan och Vänersborg under juni 2008.

### Fotnoter
1. ↑  Svensk Filmdatabas, Svenska Filminstitutet, Svensk filmdatabas film-ID: 66206.[källa från Wikidata]
2. ↑  ”I taket lyser stjärnorna”. Svensk filmdatabas. 30 januari 2009. Arkiverad från originalet den 23 september 2016. https://web.archive.org/web/20160923021145/http://www.sfi.se/sv/svensk-filmdatabas/Item/?itemid=66206&type=MOVIE&iv=Basic. Läst 21 september 2016.
3. ↑  ”I taket lyser stjärnorna”. Svensk filmdatabas. juni 2008. http://www.sfi.se/sv/svensk-filmdatabas/Item/?itemid=66206&type=MOVIE&iv=RecordingPlace. Läst 22 september 2016.